# Gag

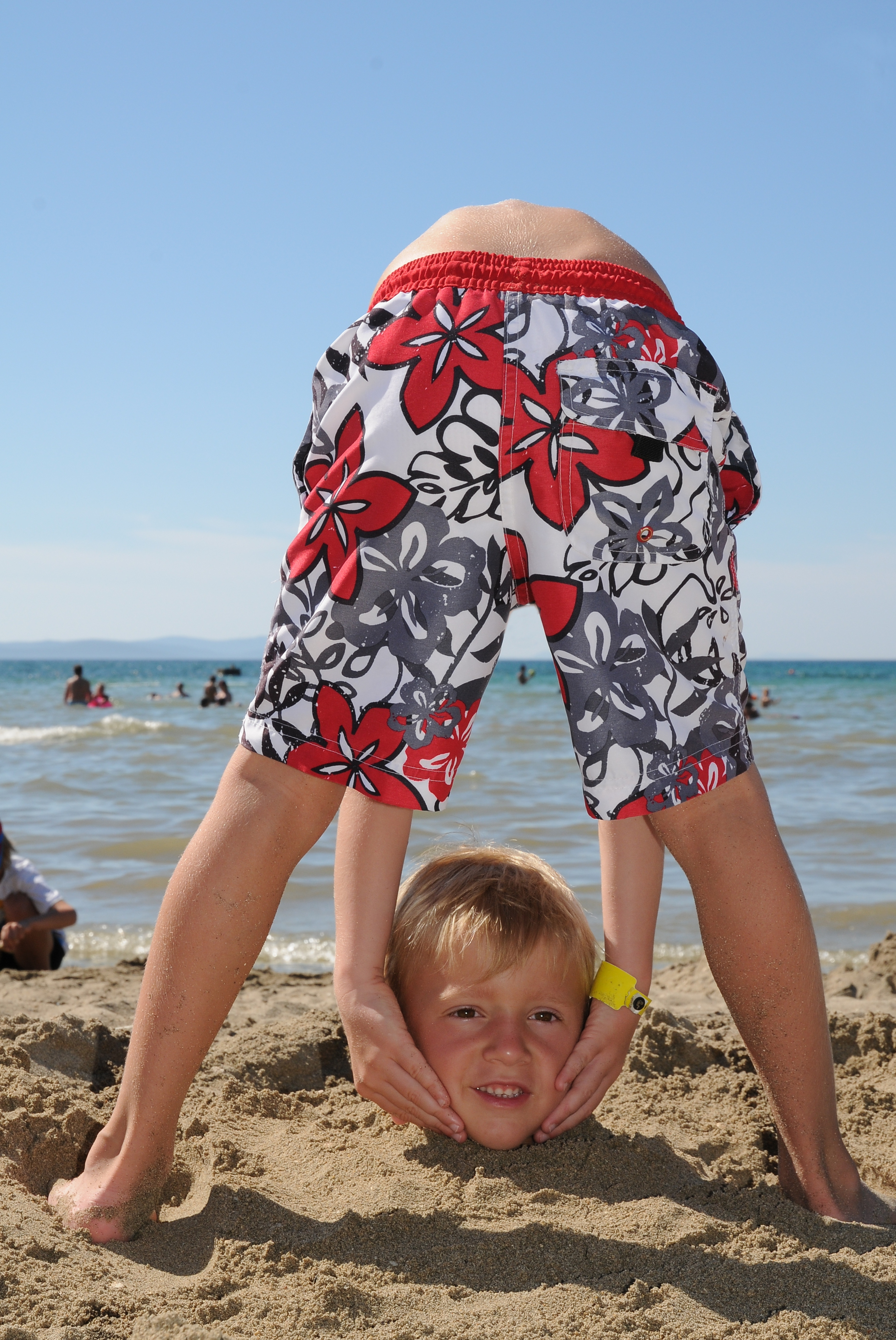
Aquesta imatge transmet humor sense l'ús de paraules

En comèdia, un gag o gag visual és quelcom que transmet el seu humor a través d'imatges, generalment sense l'ús de paraules.
Hi ha diversos exemples utilitzats en la història del cinema per directors que han basat la major part del seu humor en gags visuals, fins i tot al punt de no utilitzar el diàleg.
Un dels exemples més recents i importants el podríem trobar en la sèrie televisiva Mr. Bean, de Rowan Atkinson, seguint potser l'esquema de gag visual exponenciat per Charles Chaplin juntament amb altres importants figures del cinema mut com els actors Harold Lloyd o Buster Keaton.
El primer ús conegut del gag va tenir lloc, com podria per altra banda sembla evident, en la primera pel·lícula d'humor de la història del cinema, L'Arroseur Arrosé (El regador regat), rodada a un minut de metratge pels germans Lumière a 1895 i en la qual un jardiner que rega les seves plantes acaba convertint-se en l'objecte de l'entremaliadura d'un nen.